# The Incredible Hulk (videojuego de 2003)
The Incredible Hulk es un videojuego beat 'em up de 2003 desarrollado por Pocket Studios y publicado por Universal Interactive para Game Boy Advance. El juego, que presenta una perspectiva isométrica, se basa en el superhéroe Hulk de Marvel Comics, que debe atravesar una serie de niveles y destruir enemigos con una variedad de ataques; También se incluye un modo multijugador en el que los jugadores luchan entre sí.
El juego se lanzó simultáneamente junto con el título Hulk para consola y PC para coincidir con el lanzamiento de la película, pero se diferencia de su contraparte en que se basa en los cómics más que en la película. La recepción crítica del juego fue mixta; Si bien se elogiaron las imágenes, se criticaron la jugabilidad, los controles y el audio, y las reacciones al modo multijugador se dividieron.

## Jugabilidad
The Incredible Hulk es un juego de beat 'em up isométrico de mundo abierto en el que el jugador controla a Hulk y lo guía a través de una serie de 33 niveles. Hulk puede moverse en ocho direcciones, y su movimiento predeterminado se puede alternar entre diagonal y horizontal en el menú de opciones. Hulk también puede saltar, recoger y lanzar objetos, y usar una variedad de ataques físicos para destruir enemigos y causar daño al entorno. Algunos niveles requieren que Hulk localice y destruya generadores para desactivar los peligros ambientales que bloquean un camino a través del nivel, y muchas áreas contienen caminos ocultos que pueden descubrirse rompiendo paredes agrietadas.
Infligir y mantener daño aumenta un "indicador de ira" ubicado en la esquina inferior izquierda de la pantalla, lo que le permite a Hulk ejecutar un trío de poderosos ataques especiales que reducen ligeramente el indicador. La salud de Hulk está representada por su imagen sobre el indicador de rabia y se regenera automáticamente. Si la salud de Hulk se agota por completo, el juego termina prematuramente. Los elementos que pueden restaurar la salud y la ira de Hulk se pueden recolectar de objetos destructibles como máquinas expendedoras y edificios.
A través del Game Boy Advance Game Link Cable, de dos a cuatro jugadores pueden participar en un modo multijugador llamado "Hulkmatch", en el que Hulks de diferentes colores luchan arrojándose objetos grandes entre sí y deben alcanzar un número predeterminado de muertes o ser el último jugador en pie.

## Trama
Durante una prueba de disparo de bomba gamma en un desierto remoto, el científico de modales apacibles Bruce Banner rescata al espectador Rick Jones y se lleva la peor parte de los rayos gamma de la bomba. Mientras está detenido en una instalación subterránea, Banner se transforma en una bestia poderosa y salvaje conocida como Hulk, sobre quien Banner tiene una influencia subconsciente. Hulk sale de la instalación, y el General Thunderbolt Ross lo responsabiliza por la desaparición de Banner y Rick. Hulk se defiende de las fuerzas militares que lo persiguen y protege el laboratorio secreto de Banner de un grupo de mutantes humanoides liderados por el Líder, un genio malvado cuyo intelecto también se origina en la radiación gamma. Al descubrir que el dictador subterráneo Tyrannus está reteniendo a la hija de Ross  Betty como rehén en un intento por conquistar los Estados Unidos, Hulk irrumpe en el palacio de Tyrannus y rescata a Betty.
Hulk atraviesa una ciudad, donde Ross lo enfrenta al prototipo de robot blindado de Banner. Ross, sospechando un vínculo entre Banner y Hulk, arresta y detiene a Banner y usa a Rick para provocar el resurgimiento de Hulk, sin saber que Banner y Hulk son lo mismo. Mientras Hulk rescata a Rick, el Líder se aprovecha del caos al hacer que sus humanoides se infiltran en el recinto para robar un dispositivo de absorción de rayos gamma conocido como Absorbatron, pero Hulk frustra este intento. El ejército usa el T-Gun gigante de Banner contra Hulk, quien es teletransportado a una ciudad futurista gobernada por el Ejecutor. En ausencia de Hulk, el Líder inicia otro intento de robar el Absorbatron. Sin embargo, los efectos del T-Gun expiran después de la derrota del Verdugo, teletransportando a Hulk al presente y permitiéndole derrotar al Superhumanoide del Líder.
Luego, Hulk es teletransportado a una arena subterránea donde lucha contra el robot Octosapien de Tyrannus, y regresa a la superficie para luchar contra el Verdugo, que lo ha seguido hasta el día de hoy. Hulk una vez más se defiende de los militares mientras regresa al laboratorio secreto de Banner, que ha sido infiltrado por Emil Blonsky, uno de los espías del líder. Blonsky usa la tecnología de Banner para transformarse en el Abominación, pero es derrotado por Hulk. Rick le revela la naturaleza de Hulk a Ross, y el ejército permite que Hulk escape de la cueva de Banner.

## Desarrollo y lanzamiento
El 16 de enero de 2002, Universal Interactive anunció que había firmado un acuerdo con Marvel Enterprises por los derechos de videojuegos del personaje Hulk de Marvel Comics, y el 11 de junio reveló el desarrollo de dos videojuegos basados en la propiedad; uno sería un título de consola basado en la próxima película de Hulk, mientras que el otro sería un título de Game Boy Advance basado en los cómics. Los dos juegos verían un lanzamiento simultáneo coincidiendo con el de la película el 20 de junio de 2003. The Incredible Hulk fue desarrollado por Pocket Studios bajo la dirección de David Williams, y con Jonathan Eubanks, Jeff Barnhart y Steve Iles como productores. El juego fue diseñado por Mark Shaw y programado por Darren Clayton y Gabriel Lee. El equipo de arte estaba formado por Mark Wortham, Simon Sheridan y Tony Hager, y la animación fue creada por Wortham, Andy Jones y Chris Perrigo. Los niveles fueron diseñados por Shaw, Wortham, Williams y Tom Heaton. La música fue compuesta por Steve Collett, quien previamente arregló la música para la versión SNES de el juego de 1994. Nintendo construyó una plantilla especial para la caja minorista del juego, que presenta una solapa en la cubierta que se puede abrir para revelar una tira cómica original de cuatro paneles que explica los orígenes de Hulk. The Incredible Hulk fue enviado y lanzado el 28 de mayo de 2003.

## Recepción
The Incredible Hulk recibió críticas "mixtas o promedio" según el agregador Metacritic. Los críticos consideraron que el juego era superficial y repetitivo. Se notó que la cantidad y la duración de los niveles era inusual para un juego con licencia, aunque algunos lo consideraron un detrimento, con Craig Harris de "IGN" sugiriendo que un mapa del supramundo habría sido útil para mostrar cuánto terreno se ha cubierto. Los controles y la detección de colisiones fueron criticados como incómodos, y se culpó a la perspectiva isométrica de exacerbar el problema. Greg Ford de Electronic Gaming Monthly y Byrn Williams de GameSpy criticaron la inteligencia artificial de los enemigos, y Williams señaló que "muy a menudo se quedan ahí parados esperando a que Hulk los lleve a la tintorería". Scott Alan Marriott de AllGame cuestionó la falta de incentivos que, en su opinión, habrían mejorado el valor de repetición al alentar al jugador a destruir más enemigos o completar un nivel dentro de un tiempo determinado. La recepción al modo multijugador se dividió; mientras que algunos consideraron divertido y beneficioso volver a jugar, otros lo descartaron por su falta de ataques y jugabilidad que alienta a evitar a los oponentes.
Las evaluaciones de las imágenes fueron en general positivas. La representación y la animación de los personajes fueron ampliamente consideradas como bien hechas, aunque Eduardo Zacarias de GameZone comentó que el sprite de Hulk era pequeño, y Marriott consideró que la animación era lenta y que los enemigos eran repetitivos. Frank Provo de GameSpot y John Ricciardi y Jon Dudlak de Electronic Gaming Monthly consideraron interesante la perspectiva isométrica, con Ricciardi y Dudlak comparando las imágenes con Diablo. Se dijo que los entornos estaban escasamente detallados, y Provo explicó que "no verá múltiples capas del fondo moviéndose independientemente una de la otra; los ríos no fluyen y las antorchas no se queman". Zacarias y Harris elogiaron la capacidad del motor gráfico para generar grandes grupos de enemigos y elementos destructibles. El estilo de cómic de las escenas de corte fueron admiradas, aunque Chris Hudak de X-Play comentó que el guion era "dolorosamente cursi". Los críticos de Electronic Gaming Monthly además se burlaron de la historia como "terrible". El audio fue criticado por su repetitividad, con Williams describiendo la banda sonora como un "canto fúnebre", aunque Zacarías elogió la variedad de efectos de sonido.